# Phthorimaea interjuncta
Phthorimaea interjuncta es una especie de  lepidóptero de la familia Gelechiidae. Fue descrita por Edward Meyrick en 1931.

## Distribución
Se encuentra en Brasil.